# Gorenje pri Divači
Gorenje pri Divači este o localitate din comuna Sežana, Slovenia, cu o populație de 124 de locuitori.